# ELNA 3
ELNA 3 ist die Bezeichnung für eine Reihe von vierachsigen Tenderlokomotiven, die nach den Normen des ELNA gebaut wurden. Die ELNA 3 haben die Achsfolge D. Sie sind der leichtere Vierkuppler des ELNA-Typenprogramms mit 12 t Radsatzlast und für den Strecken- und Rangierdienst ausgelegt. Sie erreichen eine Höchstgeschwindigkeit von 40 km/h.
Wie alle ELNA Lokomotiven verfügen sie über eine Kupferfeuerbüchse. Der Rahmen besteht aus 20 mm dicken Blechplatten, zwischen denen der Wasserbehälter eingehängt ist. Der Antrieb erfolgt auf die dritte Achse, auf eine Seitenverschiebbarkeit der Achsen wurde verzichtet. Die Fahrzeuge verfügen über Kolbenschieber und eine außenliegender Heusinger-Steuerung.
Vier Lokomotiven gingen allein an die Prenzlauer Kreisbahnen, weitere an die Bentheimer Eisenbahn (drei, die einzigen Nassdampfloks), die Süddeutsche Eisenbahn-Gesellschaft, die Strausberg-Herzfelder Kleinbahn, die Bunzlauer Kleinbahn AG (2), die Gardelegen-Haldensleben-Weferlinger Eisenbahn und die Eberswalde-Finowfurter Eisenbahn.
Die 1949 von der DR übernommenen Maschinen wurden überwiegend als Baureihe 92.63 in das Nummernschema eingereiht.

## Weitere in die Gattung ELNA 3 eingeordnete Lokomotiven
- B.L.E.A.G. 25 – spätere DEBG Nummer 25